# Kató (sziget)
Kató (kínai: 吉澳 , jűtphing: Gat O; angol elnevezése Crooked Island) egy 2,35 km² területű sziget Hongkong Északi kerületében. A szigeten található Thínhau (Tin Hau)-templom körülbelül 250 éves.